# Dalkena
Dalkena az Amerikai Egyesült Államok északnyugati részén, Washington állam Pend Oreille megyéjében elhelyezkedő önkormányzat nélküli település. A helységen nem végeznek népszámlálást.
Dalkena postahivatala 1903 és 1942 között működött. A településen az 1800-as években fűrésztelepet létesítettek; a Dalkena név az üzem tulajdonosai (Dalton és Kennedy) nevének összeillesztésével jött létre.

## Fordítás
Ez a szócikk részben vagy egészben  a   Dalkena, Washington című angol Wikipédia-szócikk ezen változatának fordításán alapul.  Az eredeti cikk szerkesztőit annak laptörténete sorolja fel. Ez a jelzés csupán a megfogalmazás eredetét és a szerzői jogokat jelzi, nem szolgál a cikkben szereplő információk forrásmegjelöléseként.